# Rieseneiche im Sauerbusch

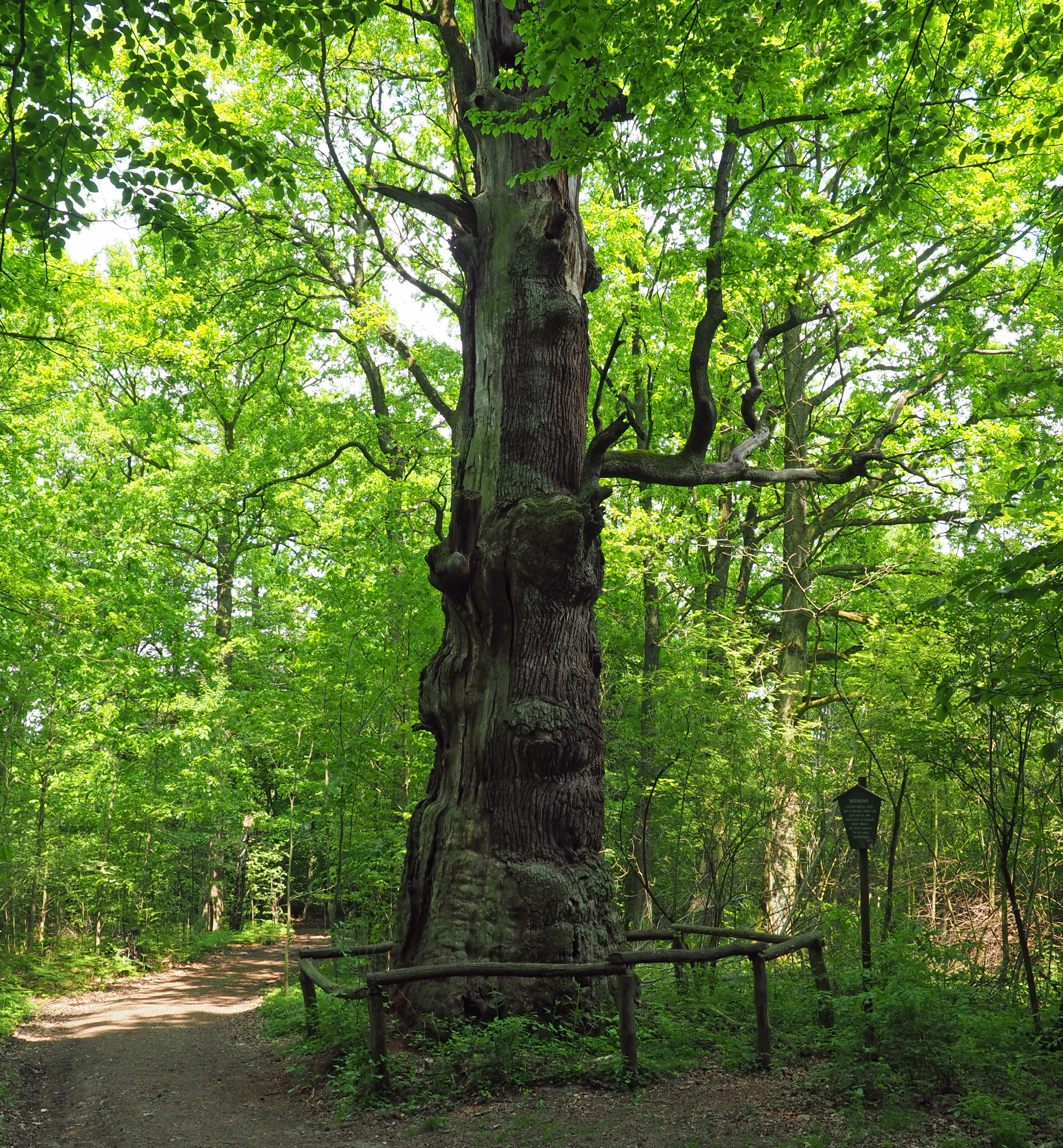
Rieseneiche im Sauerbusch

Die Rieseneiche im Sauerbusch in der Dresdner Heide bei Langebrück ist ein ausgewiesenes Naturdenkmal (ND 72).

## Lage
Die Rieseneiche befindet sich im Nordosten der Dresdner Heide, im Forstrevier Hofewiese im sogenannten Sauerbusch. Dieser liegt zwischen den Bahnstrecken Görlitz–Dresden und Dresden-Klotzsche–Straßgräbchen-Bernsdorf und ist von zahlreichen Stiel- und Sumpf-Eichen geprägt.
Zum Naturdenkmal führt der Lehrpfad „Rieseneichen“, welcher vom Heimatverein Weixdorf betreut wird.

## Beschreibung
Die Stieleiche hat eine Höhe von etwa 22 Metern, der Brusthöhenumfang in 1,30 Meter Höhe beträgt ca. 6,60 Meter (Messung 2016). Der Hauptstamm des Baumes ist in ungefähr 15 Metern Höhe abgebrochen, die Krone wird von einzelnen Ästen gebildet. Das Alter der Rieseneiche wird auf bis zu 700 Jahre geschätzt, damit wäre sie einer der ältesten Bäume der Dresdner Heide.
Der Stamm weist starke Überwallungen auf und ist auf einer Seite nahezu komplett entrindet. Einige Stellen des Stammes wurden mit Beton stabilisiert. Der Baum ist vital, wird aber vom zuständigen Forstrevier mit „im letzten Lebensstadium“ beschrieben.

## Geschichte
In einem Forstprotokoll aus dem Jahr 1679 werden zwei Eichen im Sauerbusch als markante Grenzpunkte verzeichnet. Eine von diesen ist das heutige Naturdenkmal, die zweite befand sich in etwa 50 Metern Entfernung. Wahrscheinlich dienten die Bäume als Mastbäume. Beide Eichen wurden im Jahr 1938 (andere Quellen schreiben 1958) als Naturdenkmal Rieseneichen im Sauerbusch unter Schutz gestellt. Die zweite Rieseneiche fiel 1993 einem Feuer zum Opfer, welches durch im Wald zündelnde Kinder verursacht wurde.